# Hindenburgster
De Hindenburgster was een Pruisische onderscheiding.
Op 9 december 1916 had de Duitse Keizer Wilhelm II zijn bevelhebber aan het Westelijk Front, Veldmaarschalk Paul von Hindenburg al het Grootkruis van het IJzeren Kruis toegekend. De nerveuze en impulsieve keizer wilde zijn veldmaarschalk daarna nogmaals eren, ook al gaf de toestand aan het Westelijk front daarvoor geen aanleiding. De keizer zag ook niet in dat de afloop van de oorlog na de deelname van Amerika beslist was. De keizer heeft ook het "beslissende" Duitse herfstoffensief van 1918, een fiasco, niet afgewacht.
Formeel was het voor de overwinning op de Russen bij Tannenberg in de zomer van 1914 dat de veldmaarschalk deze ster kreeg toegekend. Voor deze overwinning waren al het IJzeren Kruis der Eerste Klasse en de Orde Pour le Mérite toegekend. De Veldmaarschalk had in de jaren daarna, zonder dat er een verdere overwinning op zijn conto kon worden bijgeschreven ook de Hohenzollernkette en het Grootkruis van het IJzeren Kruis ontvangen.
De keizer heeft zich laten inspireren door de gouden ster, de "Blücherster" die Veldmaarschalk Blücher v. Wahlstedt in 1815 na zijn overwinning bij Waterloo kreeg uitgereikt. Op 25 maart 1918 werd de grote gouden, of verguld zilveren, ster met daarop een grote uitvoering van het in 1914 ingestelde IJzeren Kruis, in het "Grote Hoofdkwartier" in het Belgische Spa aan Hindenburg uitgereikt. Omdat hij de enige drager van deze ster was en bleef noemt men de ster in Duitsland de "Hindenburgstern".
De ster draagt een IJzeren Kruis van het in 1914 voorgeschreven model. Het is van gietijzer en is in een zilveren rand gevat. Het oppervlak is zwart gemaakt. In het midden staat een gekroonde "W" voor Wilhelm onder een Pruisische koningskroon. Op de onderste arm staat het jaartal "1914".
De keerzijde van de ster is vlak, daarop zijn twee haakjes en een beugel ter bevestiging aangebracht.
De latere president v. Hindenburg heeft de ster veel gedragen. Zijn vele andere onderscheidingen staan hier opgesomd. Hij droeg de ster op de linkerborst. Aan deze decoratie was geen grootlint of om de hals gedragen versiersel verbonden.